# Холостий набій

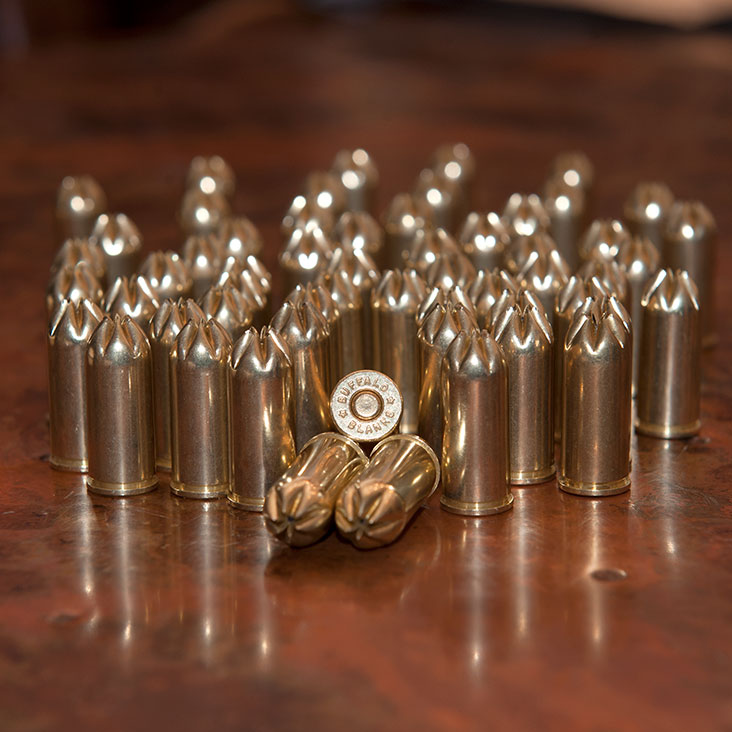
Холості патрони для змагань у кінній стрільбі.

Холости́й набій — набій (патрон), призначений для створення звукового та світлового ефекту стрільби, який не містить кулі і може мати додаткові елементи, що забезпечують герметичність та працездатність патрона.